# O Guarani (minissérie)
O Guarani é uma minissérie brasileira produzida e exibida pela Rede Manchete entre 19 de agosto a 28 de setembro de 1991 em 35 capítulos. Escrita por Walcyr Carrasco, é livremente inspirada no romance homônimo de José de Alencar e dirigida por Marcos Schechtman.

## Produção
Uma superprodução da Manchete, que não fez feio: com uma média de 13 pontos no Ibope. 
A direção da emissora desejava apostar na apresentadora Angélica também como atriz, um forte nome do canal ela já havia atuado no cinema como a protagonista Tamí do longa Uma Escola Atrapalhada de 1990, com um enorme sucesso ela foi escolhida como a protagonista da minissérie. 
Este foi o último trabalho do ator Caíque Ferreira na televisão, que morreu dois anos e meio após a exibição da minissérie, em 12 de janeiro de 1994. A produção conseguiu dar veracidade às cenas na selva contando com índios autênticos. 
A minissérie foi reprisada de 15/06 a 11/07/1992, em 21 capítulos, de segunda a sexta-feira às 19h30.

## Enredo
Na primeira metade do século XVII, D. Antônio de Mariz (Carlos Eduardo Dolabella), fidalgo português, leva adiante no Brasil uma colonização dentro do mais rigoroso espírito de obediência à sua pátria. Sua casa-forte, às margens do Pequequer, afluente do Rio Paraíba, é abrigo de ilustres portugueses, afinados no mesmo espírito patriótico e colonizador, mas acolhe inicialmente, com ingênua cordialidade, bandos de mercenários, homens sedentos de ouro e prata, como Loredano (Luiz Armando Queiroz), ex-frade que descobri o mapa das famosas minas de prata e por sua ambição acaba se tornando cruel e assassino.
Dentro da respeitável casa de D. Antônio, Loredano vai pacientemente urdindo seu plano de destruição de toda a família e dos agregados. Em seus planos, contudo, está o rapto da bela Cecília (Angélica), filha de D. Antônio, mas que é constantemente vigiada por um índio forte e corajoso, Peri (Leonardo Brício), que em recompensa por tê-la salvo certa vez de uma onça, recebeu a mais alta gratidão de D. Antônio e o afeto espontâneo da moça. Além de envolver-se em perigos para defender a moça, Peri ainda precisa enfrentar a oposição de Dona Laureana (Darlene Glória), mãe de Ceci, que por achar que o índio não sendo Cristão, não passa de um animal.
A história inicia logo após o incidente em que Diogo (Luigi Baricelli), filho de D. Antônio e irmão de Ceci, inadvertidamente, mata uma indiazinha aimoré pensando ser a onça que assustou sua irmã. Indignados, os aimorés procuram vingança. A luta que se irá travar não diminui a ambição de Loredano, que continua a tramar a destruição de todos os que não o acompanhem, como Aires Gomes, espécie de comandante de armas, leal defensor da casa de D. Antônio; e Álvaro (Caíque Ferreira), jovem enamorado de Ceci e não retribuído nesse amor, que acaba arrebatado pelo amor de Isabel (Constância Laviola), irmã bastarda de Ceci.

## Elenco
| Ator/Atriz               | Personagem           |
| ------------------------ | -------------------- |
| Angélica                 | Cecília de Mariz     |
| Leonardo Brício          | Peri Acatauassú      |
| Luiz Armando Queiroz     | Loredano Castroneves |
| Carlos Eduardo Dolabella | Dom Antônio de Mariz |
| Darlene Glória           | Laureana de Mariz    |
| Luigi Baricelli          | Dom Diogo de Mariz   |
| Caíque Ferreira          | Álvaro               |
| Constância Laviola       | Isabel               |
| Leila Lopes              | Severina             |
| Monique Evans            | Truíra               |
| João Signorelli          | João Fio             |
| Nani Venâncio            | Ná                   |
| Marcos Wainberg          | Bento Simões         |
| Rubens Corrêa            | Hélio                |
| Fernando Eiras           | Dirceu               |
| Eduardo Conde            | Piaí Acatauassú      |
| Ivan de Albuquerque      | Papoá Acatauassú     |
| Henrique César           | Dom Carlos           |
| Jitman Vibranovski       | Ricardo              |
| Luis de Lima             | Dom Fernando         |
| Jacy Halfoun             | Jaci Acatauassú      |